# Быгинское (сельское поселение)
Быгинское — упразднённое муниципальное образование со статусом сельского поселения в Шарканском районе Удмуртии Российской Федерации.
Административный центр — деревня Старые Быги.
Законом Удмуртской Республики от 28 апреля 2021 года № 36-РЗ упразднено в связи с преобразованием Шарканского района в муниципальный округ.

## История
Статус и границы сельского поселения установлены Законом Удмуртской Республики от 13 апреля 2005 года № 11-РЗ «Об установлении границ муниципальных образований и наделении соответствующим статусом муниципальных образований на территории Шарканского района Удмуртской Республики».

## Население
| 2010  | 2012  | 2013  | 2014  | 2015  | 2016  | 2017  |
| ----- | ----- | ----- | ----- | ----- | ----- | ----- |
| 1071  | ↗1082 | ↗1103 | ↗1130 | ↗1131 | ↘1129 | ↗1147 |
| 2018  | 2019  | 2020  |       |       |       |       |
| ↘1133 | ↘1119 | ↘1083 |       |       |       |       |

## Состав сельского поселения

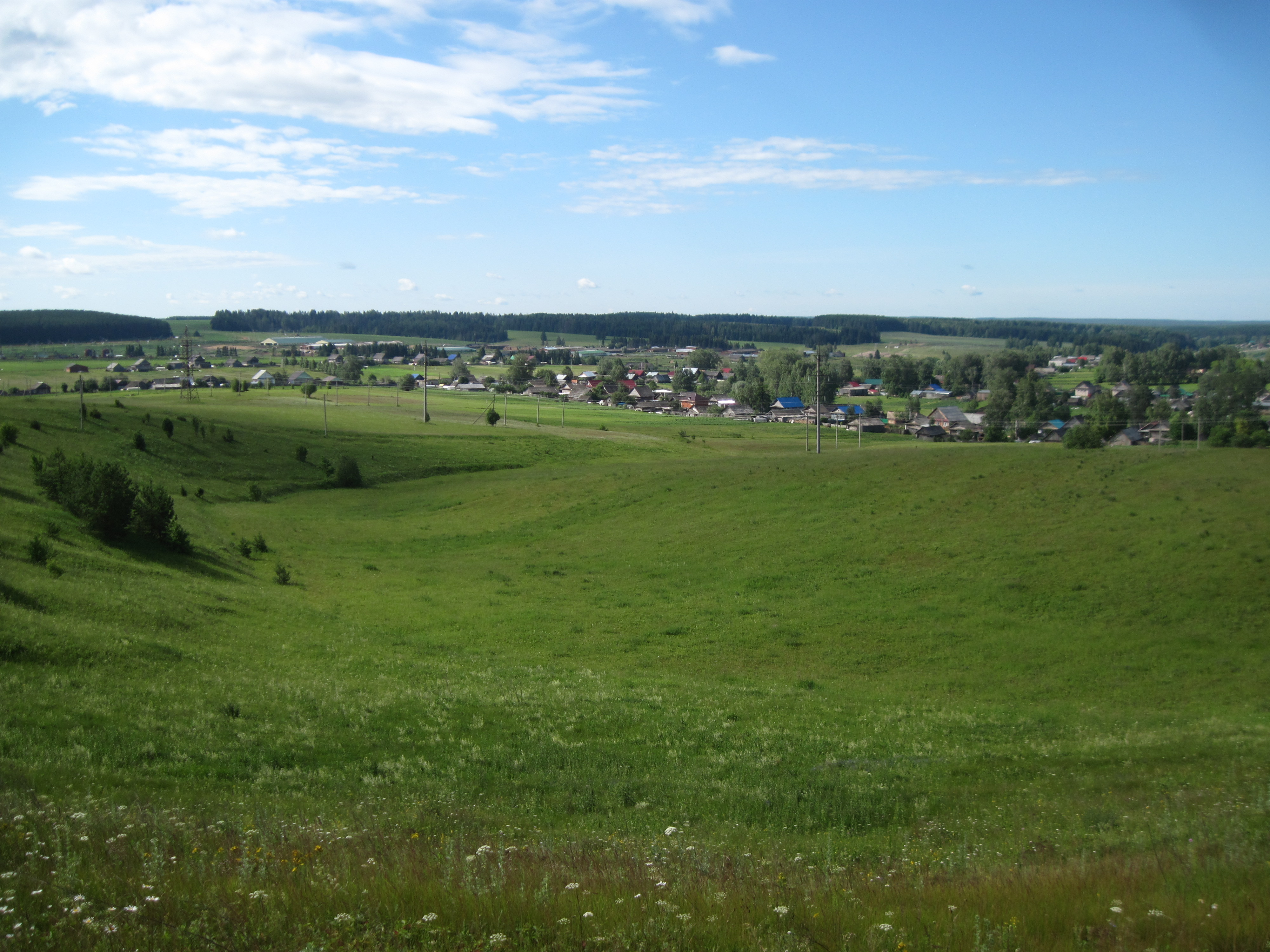
Старые Быги

| № | Населённый пункт | Тип населённого пункта          | Население |
| - | ---------------- | ------------------------------- | --------- |
| 1 | Верхний Казес    | деревня                         | →0        |
| 2 | Восток           | починок                         | ↗2        |
| 3 | Нижние Быги      | деревня                         | ↗172      |
| 4 | Нижний Казес     | деревня                         | ↗274      |
| 5 | Старые Быги      | деревня, административный центр | ↘634      |